# Kojot koji je ukrao Sunce i Mjesec
Kojot koji je ukrao Sunce i Mjesec (Indijanci Zuñi, Novi Meksiko) kojot je lik iz indijanskih mitologija. On je, zajedno s orlom, od nekih seljana ukrao kovčege sa Suncem i Mjesecom i postavio ih na nebo jer, u pradavno doba, Zemlja je bila obavijena tamom.

## Bijedan lovac
Kojot je lovio i lovio, ali gotovo ništa nije ulovio. Prazna želuca promatrao je orla koji je mogao uhvatiti koliko god je htio zečeva. "Lovit ću s njim kad je tako sposoban", pomisli u sebi kojot. No orao je i dalje imao hrane koliko je htio, a kojot nije mogao ništa uloviti. "To je zato što je tako mračno", reče kojot. "Treba mi svjetla!" Orao mu odgovori: "Mislim da sam ga vidio na zapadu", i uzleti. Kojot ga je s mukom slijedio.

## Krađa
Stignu tako orao i kojot u jedno selo. Kojot primijeti da ljudi čuvaju malo svjetla u jednom malenom kovčegu, a kad požele više svjetla, otvore jedan veći kovčeg. U prvome je bio zatvoren Mjesec, a u drugome Sunce. "Ukradimo te kovčege!" predloži kojot orlu. I, kad su ljudi zaspali, orao stavi Mjesec i Sunce u jedan kovčeg i uzleti. Kojot, jedva držeći korak s orlom, neprestano ga je molio: "Daj mi da ja nosim kovčeg!" Orao najprije odbije, a potom popusti.

## Znatiželjni kojot
"Povjeravam ti kovčeg, ali nemoj ga otvarati!" reče mu. No kojot, sav zadihan od teška tereta, zastane kako bi se odmorio i spusti kovčeg. Otvori poklopac, a iz kovčega izlete Sunce i Mjesec i pobjegnu na nebo.